# Episodi di R.I.S. - Delitti imperfetti (terza stagione)
La terza stagione della serie televisiva R.I.S. - Delitti imperfetti è stata trasmessa in Italia dal 17 gennaio al 20 febbraio 2007 su Canale 5, con 2 episodi a serata per 6 settimane consecutive (le prime due settimane è stata trasmessa di lunedì e martedì, mentre nelle restanti settimane solo di martedì).
| nº | Titolo                         | Prima TV Italia  |
| -- | ------------------------------ | ---------------- |
| 1  | A presto, capitano             | 15 gennaio 2007  |
| 2  | Il vicino di casa              | 15 gennaio 2007  |
| 3  | Il colore della pelle          | 16 gennaio 2007  |
| 4  | La vendetta è un piatto freddo | 16 gennaio 2007  |
| 5  | Una donna da salvare           | 22 gennaio 2007  |
| 6  | Il sangue non mente            | 22 gennaio 2007  |
| 7  | Tra la vita e la morte         | 23 gennaio 2007  |
| 8  | Folle di paura                 | 23 gennaio 2007  |
| 9  | Autobus                        | 30 gennaio 2007  |
| 10 | La medium                      | 30 gennaio 2007  |
| 11 | Disposti a morire              | 6 febbraio 2007  |
| 12 | Assolvete mio figlio           | 6 febbraio 2007  |
| 13 | Prigioniera                    | 13 febbraio 2007 |
| 14 | Febbre africana                | 13 febbraio 2007 |
| 15 | Le colpe di Venturi            | 20 febbraio 2007 |
| 16 | Corsa contro il tempo          | 20 febbraio 2007 |

## A presto, capitano
- Diretto da: Alexis Sweet
- Scritto da: Filippo Gentili e Leonardo Gentili

### Trama
Una rapina ad una gioielleria finisce nel sangue con la morte di una guardia giurata e il ferimento di un'altra, ma il successivo omicidio dei due rapinatori, si scopre che il terzo uomo è proprio la guardia ferita che ha organizzato il colpo senza spargimento di sangue, ma furibondo per la morte del futuro cognato si è vendicato sui due uccidendoli. Durante le indagini Giorgia Levi viene ferita gravemente e in ospedale riceve la chiamata di Fabio Martinelli che ora lavora a Messina. 
Contemporaneamente, a Bologna, Venturi partecipa al processo contro l'uomo delle bombe Marcello Sepi dove conosce una giornalista, Daria Di Giacomo, che cerca di intervistarlo sul killer seriale per scrivere un libro, e lo psichiatra Carlo Vasari che ha certificato che l’uomo era perfettamente in grado di intendere e di volere. Nella periferia di Parma, intanto, un uomo in tuta e cappello bianco rapisce una giovane donna. La new entry dei R.I.S. è Francesca Di Biase, figlia di Vincenzo, che risolve subito un caso. La nuova coinquilina di Davide Testi è Sara Melli che lavora in un laboratorio. L'uomo delle bombe viene condannato all'ergastolo da scontare nel carcere di Parma.
- Altri interpreti: Filippo Nigro (Fabio Martinelli), Arcangelo Iannace (Marco Rosi), Peppino Mazzotta (Pasquale Esposito), Maria Cecilia Cinardi (Lucia Rosi), Marit Nissen (Daniela Luzzi), Giuliano Oppes (Velchi), Leonardo Treviglio (Marcello Sepi), Maurizio Di Carmine (giudice), Davide Lo Verde (Andrea Onorato), Ariella Reggio (direttrice museo).
- Ascolti Italia: telespettatori 5.849.000[1]

## Il vicino di casa
- Diretto da: Alexis Sweet e Pier Belloni
- Scritto da: Paolo Marchesini

### Trama
Il dodicenne Fabio Montanari scompare vicino a casa sua e, pochi giorni dopo, viene trovato cadavere ai margini di un fiume, avvolto in un sacco della spazzatura. I sospetti ricadono sul vicino di casa della famiglia, Alberto Beltrami, un falegname con l'hobby della fotografia. Alla fine a confessare sarà lo zio del ragazzino che aveva abusato anche del fratello di Fabio, Sergio, e che racconta che si è trattato di un incidente.
Nel frattempo, Venturi riceve un pacco dove, all'interno, è conservato un dito umano troncato di netto con un bisturi e con un anello. Dopo accurate indagini si scopre che l'arto è di una donna, Daniela Luzzi, scomparsa da pochi giorni. Nella villetta dove abitava troveranno un DVD lasciato dal rapitore sul quale è inciso il video di un uomo che tortura la probabile vittima. Attraverso l'analisi di una larva rinvenuta sul luogo del rapimento, i RIS giungono in un bosco di pioppi dove verrà trovato il corpo della donna seppellito sotto terra.
- Altri interpreti: Stefano Fresi (Alberto Beltrami), Jerry Mastrodomenico (padre di Fabio), Tullio Sorrentino (zio di Fabio), Antonio Marziantonio (testimone), Marco Puglia (Fabio Montanari), Manuela Ungaro (madre di Fabio), Marit Nissen (Daniela Luzzi).
- Ascolti Italia: telespettatori 5.510.000[1]

## Il colore della pelle
- Diretto da: Alexis Sweet
- Scritto da: Luca Monesi

### Trama
I RIS cercano di scoprire l'identità del misterioso uomo che ha ucciso Daniela Luzzi facendola morire di inedia. Sulla scena del crimine viene rinvenuto anche uno scheletro femminile al quale Venturi e Giorgia cercano di dare un'identità. 
Francesca, nel frattempo, nota un immigrato sporco di sangue e dopo averlo rincorso riesce a portarlo in caserma. Le indagini sull'immigrato proveniente dal Malawi li porteranno alla scoperta del cadavere del cugino di quest'ultimo, Anthony. Dall'autopsia, la Morandi stabilisce che l'uomo è morto per soffocamento a causa di due colpi letali sferrati con molta tecnica e in rapide successione al naso e alla trachea. I colpi avevano portato a un blocco dei flussi di respirazione e alla successiva morte. De Biase e Testi indagheranno sul mondo delle arti marziali per scoprire chi ha assassinato con tanta ferocia quel povero ragazzo e Anthony riconosce dalla voce Vittorio Castro, sottoposto nella Folgore di Michele De Magistris, padre di Anna, la fidanzata di Anthony. Castro però poco dopo l’interrogatorio muore travolto da un'auto pirata. De Magistris racconta di aver ucciso Castro e di avergli chiesto di dare una lezione all’immigrato. I R.I.S. però non gli credono e scoprono che Castro ha ucciso Anthony su richiesta del fratello di Anna e che è poi stato investito per vendetta dalla ragazza.
- Altri interpreti: Gigi Angelillo (Michele De Magistris), Alessio Di Clemente (Vittorio Castro), Enrica Ajo' (Anna De Magistris), Matteo Taranto (Antonio De Magistris).
- Ascolti Italia: telespettatori 6.140.000[2]

## La vendetta è un piatto freddo
- Diretto da: Alexis Sweet
- Scritto da: Sara Mosetti

### Trama
Il RIS viene chiamato ad esaminare una scena del crimine atipica in un appartamento affittato da Marco Cavalli, un pregiudicato per violenza carnale uscito da poco di prigione. Vi sono infatti vistose presenze di sangue su tutte le superfici, ma nessun cadavere e nessuna arma del delitto. Il delitto potrebbe essere legato ad un caso di stupro in branco avvenuto otto anni prima. Sull'arma del delitto e sui vestiti dell'uomo vengono ritrovate le impronte di Silvia Negri che, in stato confusionale, tenta di scappare dai carabinieri venendo investita da un'auto. In ospedale dirà di aver trovato già morto Cavalli. Il corpo della vittima viene rinvenuto in un cantiere solo successivamente. A nascondere il corpo è stato il padre di Silvia per paura che potesse essere incolpata del delitto. I RIS scoprono che il vero colpevole dell'omicidio è il capo cantiere nonché suo amico Mario Girolami, che insieme a lui aveva stuprato Silvia e che non era finito in carcere, e lui aveva ucciso il suo complice perché voleva rivelare tutto ai carabinieri.
Francesca invece viene chiamata dal tenente Spada ad occuparsi della morte di un parcheggiatore pakistano trovato in un prato; per lei si tratta del primo vero caso che affronta e viene affiancata da Testi. Dopo aver sospettato dei fratelli Ricci, i due capiscono che il colpevole è proprietario del suo locale che confessa di aver ucciso il pakistano perché troppo molesto con i clienti. 
Anche la giornalista Daria di Giacomo, che ha intrecciato una relazione fisica con Venturi, viene rapita dall'uomo misterioso.
- Altri interpreti: Gianni Bissaca (padre di Silvia), Alessio Caruso (barista), Peppe Barile (Mario Girolami), Iris Fusetti (Silvia Negri), Marco Guadagno (Marco Cavalli), Federico D'Anna (Gianni Ricci), Riccardo Sardonè (Federico Ricci).
- Ascolti Italia: telespettatori 5.857.000[2]

## Una donna da salvare
- Diretto da: Pier Belloni
- Scritto da: Francesco Balletta

### Trama
Corsa contro il tempo per salvare la vita a Daria Di Giacomo che è stata rapita dal nuovo serial killer. Venturi darà tutto se stesso prima che la sua donna muoia di stenti ma è troppo tardi poiché mentre sta rincasando trova il corpo della giornalista nel furgone usato per i rapimenti. 
Contemporaneamente Vincenzo e Davide si occupano dell'omicidio per accoltellamento di Orsola Lombardi, una psicotica. Accanto al corpo, i carabinieri del primo intervento hanno trovato un ragazzo, Matteo Bentivoglio, ossessivo compulsivo, completamente sporco di sangue. Viene sospettato il suo ex fidanzato, Giovanni Verdelli, ma i R.I.S. capiscono che la donna si è voluta suicidare con l'aiuto di Bentivoglio.
- Altri interpreti: Sarah Calogero (Roberta), Fanny La Monica (Orsola Lombardi), Alessandro Lucente (Matteo Bentivoglio), David Sebasti (Giovanni Verdelli), Leonardo Treviglio (Marcello Sepi).
- Ascolti Italia: telespettatori 5.521.000[3]

## Il sangue non mente
- Diretto da: Pier Belloni
- Scritto da: Laura Nucilli, Paolo Marchesini

### Trama
Michela Torre, una bambina di nove anni rapita la sera prima, viene ritrovata da due nuotatori sulle rive di un fiume con una profonda ferita alla testa che le ha causato una emorragia. Trasferita in terapia intensiva, i medici riescono a salvarla e i RIS iniziano a indagare per scoprire il rapitore. La bambina soffriva del morbo di Von Willebrand, una rara malattia genetica che le aveva trasmesso uno dei genitori. Ma né il padre, né la madre erano portatori sani. La soluzione del mistero si potrebbe celare in complesse analisi del DNA: la bambina è nata dalla relazione segreta tra sua madre e Daniele Conti, lo chef dell'agriturismo di famiglia. A confessare sarà un altro dipendente dei Torre, Sebastiano Giraldi, che voleva rapire Michela per avere dei soldi ma la bambina aveva tentato di scappare ed era caduta vicina al fiume dove l'uomo l'avrebbe abbandonata.
Venturi, nel frattempo, riceve una scatola con delle foto che lo ritraggono con Daria. Decide di interrogare Unabomber in carcere sul nuovo serial killer ma il generale Tosi e il procuratore Di Maio si mettono di traverso. Un'autobomba esplode ferendo Venturi che viene soccorso dalla levi.
- Altri interpreti: Sergio Albelli (Daniele Conti), Manrico Gammarota (Sebastiano Giraldi), Alberto Gimignani (Sebastiano Torre), Lidia Vitale (madre di Michela), Giulia Bellu (Michela Torre), Alessandro Mistichelli (dottore), Roberto Nigro (cuoco dell'agriturismo).
- Ascolti Italia: telespettatori 5.053.000[3]

## Tra la vita e la morte
- Diretto da: Pier Belloni
- Scritto da: Paolo Marchesini

### Trama
Venturi è gravemente ferito dall'esplosione di un ordigno, avvenuta di fronte alla casa della sua amante Daria, uccisa dal serial killer sul quale lui e la Levi stanno indagando. La collega rifiuta la proposta del generale Tosi: non vuole sostituire Venturi, si sente inadeguata. Testi invece accetta a prendere il comando del RIS, ma solo fino a quando il capitano non si sarà ristabilito. Venturi viene ricoverato per essere operato d'urgenza, ma rimane in coma per due settimane. Testi e la Levi capiscono che il serial killer voleva colpire lei e non Venturi. Durante la sua permanenza in ospedale, un uomo con una maschera bianca verrà a trovarlo nella sua stanza d'ospedale: è il serial killer che gli rilancia la sfida. 
Vincenzo e Francesca, nel frattempo, si occupano della morte per dissanguamento di un "bullo" del liceo, Maurizio D'Angelo, trovato morto dal capitano Rocchi dopo aver accompagnato a casa il padre del ragazzo ubriaco. La squadra scopre che è morto per un calcio infertogli da Michele Fantoni, una sua "vittima", dopo che anche altri compagni lo avevano percosso. 
Intanto è tornata la complicità tra Davide e Francesca che arrivano a baciarsi.
- Altri interpreti: Luciano Miele (Michele D'Angelo), Marco Rossetti (Maurizio D'Angelo), Damiano Russo (Michele Fantoni).
- Ascolti Italia: telespettatori 6.491.000[4]

## Folle di paura
- Diretto da: Pier Belloni
- Scritto da: Leonardo Fasoli

### Trama
Il capitano Fabio Martinelli torna a Parma per assistere Venturi che è appena stato operato al cuore. In un magazzino, nel frattempo, viene rinvenuto il corpo carbonizzato di Lucio Scaccia, figlio di un esponente boss di Cosa Nostra, Rino Scaccia. Il secondogenito Giuseppe, invece, risulta scomparso, ma il padre non vuole aiutare i carabinieri a ritrovarlo. Ma, dopo l'omicidio prima di un pregiudicato e poi quelli di Scaccia padre e figlio, scoprono che il vero colpevole è l’avvocato del pregiudicato ucciso, prima ha messo a tacere il suo cliente e poi se ne liberato degli Scaccia per ripicca.
Giorgia intanto, su richiesta di Venturi e accompagnata da Carlo Vasari, cerca di interrogare in carcere Marcello Sepi ma questo la graffia e non le vuole parlare. Giorgia insiste e riesce a parlargli: l’uomo delle bombe non è infastidito dal serial killer che ha iniziato a mettere bombe come ha fatto lui e consiglia a Venturi di tirarsi indietro. Al RIS si è rivisto anche Fabio Martinelli, giunto da Messina per sincerarsi delle condizioni di Venturi e per collaborare al caso Scaccia.
- Altri interpreti: Filippo Nigro (Fabio Martinelli), Giacinto Ferro (Rino Scaccia), Alessandra Costanzo (moglie di Scaccia), Alessandro Agnello (Lucio Scaccia), Francesco Costanzo (Vincenzo Pallazuolo), Maurizio Matteo Merli (Giuseppe Scaccia), Leonardo Treviglio (Marcello Sepi).
- Ascolti Italia: telespettatori 5.950.000[4]

## Autobus
- Diretto da: Pier Belloni
- Scritto da: Stefano Bises

### Trama
La diciassettenne Debora Fotìa, dopo essere stata stuprata selvaggiamente in casa sua, dalla vergogna, decide di suicidarsi buttandosi dalla finestra del quinto piano. Durante l'indagine, un'altra ragazza, Miriam Fusilli, verrà stuprata e i due casi sono collegati ad altri cinque. Si scopre che il vero stupratore seriale è uno degli autisti degli autobus, Michele Trani, particolarmente sadico che utilizza la linea degli autobus per trovare ragazze da violentare. 
Nel frattempo Venturi, appena dimesso dall'ospedale, torna in servizio e cerca di scoprire se ci possa essere un effettivo legame tra l'uomo delle bombe e il nuovo serial killer, che lo emula. Per questo, attraverso una mini-telecamera, cerca indizi rilevanti all'interno della cella del dinamitardo seriale. Sulla tomba di Anna, morta ormai da un anno, Venturi trova una scatola con un nastro digitale: la registrazione indica la
prossima vittima. 
Davide mette in chiaro le cose con Sara dicendole che tiene molto a un’altra persona, Francesca, rimanendo di sasso quando la ragazza gli dice che è incinta.
- Altri interpreti: Giorgio Caputo (Michele Trani), Sasha Altea (Debora Fotìa), Valentina Calandriello (Nina), Maurizio D'Agostino (direttore del carcere), Francesca Delfino (Miriam Fusilli), Stefano Fregni (elettrauto), Simone Mariani (Mirabello), Tommaso Ramenghi (Lorenzo Marra), Corrado Solari (postino del carcere), Leonardo Treviglio (Marcello Sepi).
- Ascolti Italia: telespettatori 6.402.000[5]

## La medium
- Diretto da: Pier Belloni
- Scritto da: Filippo Kalomenidis

### Trama
La sensitiva Caterina Lorenzi denuncia al capitano Rocchi la morte di una sua cliente, Maria Pedercini, e gli dice di cercare il corpo in fondo ad un lago. Effettivamente, dopo lunghe ricerche da parte dei subacquei, viene rinvenuto il corpo di una donna all'interno di una macchina. L'autopsia stabilirà che il decesso è dovuto al soffocamento. I RIS scoprono che il marito dopo un diverbio, visto la sofferenza di lei della morte della loro figlia, le aveva premuto un cuscino da divano sulla bocca occludendole le vie respiratorie inscenando poi il suicidio. 
Intanto Venturi e De Biase sono alla disperata ricerca di quella che sembra essere la prossima vittima del killer seriale: una giovane ragazza ripresa dall'alto, in un punto imprecisato della città. Riescono a trovarla ma scoprono di essere stati messi su una falsa pista e, una volta capito chi è la vera prossima vittima del killer, scoprono che in realtà è Francesca. Vincenzo la chiama e le dice di affrettarsi a rientrare al RIS ma la ragazza non fa in tempo perché viene tamponata dal serial killer che la aggredisce lasciando sul sedile dell’auto uno smile giallo come quello di Marcello Sepi.
- Altri interpreti: Rosa Pianeta (Maria Pedercini), Antonella Bavaro (Chiara), Alina Nedelea (Caterina Lorenzi).
- Ascolti Italia: telespettatori 5.999.000[5]

## Disposti a morire
- Diretto da: Pier Belloni
- Scritto da: Paolo Marchesini

### Trama
Francesca De Biase ha corso il rischio di venire rapita dal killer seriale che, non riuscendo nel suo intento, è fuggito lasciandogli uno smile identico a quello utilizzato dall'uomo delle bombe. I RIS indagano sulla scena del tentato rapimento per trovare qualche traccia utile.
Intanto un chimico, Tiziano Amadei, viene trovato assassinato alla rimessa dei treni. Secondo quanto riferito dal Capitano dei ROS Marco Belisario che inizia a collaborare con Rocchi e i RIS, la vittima era un infiltrato in una cellula terroristica serba che, recentemente, aveva minacciato ritorsioni terroristiche in Italia se il loro capo non fosse stato rilasciato. Inizierà una corsa contro il tempo per fermare i terroristi prima che possano far scoppiare le bombe: Sasha Bregovic viene bloccato in un centro commerciale e Djordje Mitrovic in una biblioteca mentre Tatiana Jovanovic viene uccisa da un cecchino in un palasport.
Sara decide di tenere il bambino e Davide le dice che è con lei. Venturi consulta Carlo Vasari per cercare di capirne di più sul serial killer.
- Altri interpreti: Pietro Ragusa (Tiziano Amadei), Vanni Bramati (Marco Bellisario), Aleksandar Cvjetkovic (Sasha Bregovic), Kastriot Shehi (contatto di Bregovic), Giuliano Chiarello (Magliotti), Alessandra Fallucchi (Fausta), Rinat Khismatouline (Djordje Mitrovic), Romuald Andrzej Klos (prete ortodosso).
- Ascolti Italia: telespettatori 6.308.000[6]

## Assolvete mio figlio
- Diretto da: Pier Belloni
- Scritto da: Sara Mosetti

### Trama
Dopo otto anni si sta per concludere il processo per l'omicidio e lo stupro di una facoltosa donna trovata assassinata in casa sua, Daniela Pallavicini. Venturi, convinto da Maria, madre dell'imputato Alfredo Videtta nonché giardiniere della villa, decide di riaprire il caso ed esaminare nuovamente tutte le prove. Secondo lui le indagini si sono svolte in una sola direzione e riuscirà a provare la colpevolezza del marito della donna, che ha confessato l'omicidio perché temeva che lei avesse una relazione con Alfredo.
Contemporaneamente Vincenzo e Francesca si occupano della morte per overdose da EPO di un giovane calciatore, Massimo Ravasio, ma si scopre che il ragazzo aveva una malformazione cardiaca che gli avrebbe negato di continuare la carriera calcistica. 
Intanto la Levi collabora con il dottor Vasari (lo psichiatra dell'uomo delle bombe) per cercare di stilare un definitivo profilo psicologico del killer. Vasari chiede al tenente di poter parlare con la collega Francesca, essendo l'unica persona rimasta in vita ad aver avuto contatti con il killer. Fuori dal palazzo dell’uomo però vede il furgone del serial killer e viene colpita.
- Altri interpreti: Paolo De Vita (Enrico Veronica), Alberto Cracco (avvocato D’Antoni), Giuseppe Oppedisano (Giuseppe Ravasio), Filippo Sandon (Alfredo Videtta), Raffaella D'Avella (Maria Videtta), Maurizio Di Carmine (giudice), Alberto Giusta (dottor Turli), Federico Pacifici (Antonio Severini), Remo Remotti (Lorenti), Alessandro Ruggiero (Massimo Ravasio), Tiziana Sensi (Daniela Pallavicini), Marco Zangardi (Domenico Giannocca).
- Ascolti Italia: telespettatori 5.612.000[6]

## Prigioniera
- Diretto da: Pier Belloni
- Scritto da: Francesco Balletta

### Trama
Francesca si sveglia in un luogo sconosciuto. È stata rapita dal serial killer mentre andava dallo psichiatra Carlo Vasari per elaborare un profilo psicologico. Per tutti inizia una corsa contro il tempo. La ragazza, infatti, rischia di morire di inedia come tutte le altre ma con uno stratagemma riesce a uscire dalla stanza e a far scattare l’allarme anti incendio. Tuttavia viene addormentata dal serial killer che si scopre di essere proprio Vasari. Nella villetta nel bosco non c’è più nessuno all’arrivo dei R.I.S. e Vincenzo perde la calma.
- Altri interpreti: Patrizia Punzo (Carla De Biase).
- Ascolti Italia: telespettatori 6.487.000[7]

## Febbre africana
- Diretto da: Pier Belloni
- Scritto da: Laura Nuccilli

### Trama
Il generale Tosi sospende Vincenzo dalla ricerca di sua figlia e al suo posto arriva un nuovo tenente: Giovanni Rinaldi. I due indagheranno sulla morte di Domenico Licata, un corriere di droga che aveva contratto una letale malattia infettiva. Durante l'esame del cadavere, la Morandi contrarrà il pericoloso virus. Si scopre che ad uccidere Licata è stata la compagna tossicodipendente Vittoria Panebianco, a sua volta ha contratto il virus.
Intanto i RIS scoprono che il serial killer è lo psichiatra che aveva stilato il profilo psicologico dell'uomo delle bombe, Carlo Vasari. Dopo un colloquio conto l'uomo delle bombe, Venturi capisce che Francesca potrebbe trovarsi sulla scena del crimine dov'era stato trovato il corpo della compagna della sorella di Vasari, che si era autoaccusata di omicidio e poi era entrata in uno stato di catatonia facendosi ricoverare in una clinica per poi morire di stenti (stessa causa delle tre vittime di Vasari). Nella casa, però, c'è solo il serial killer ad aspettarlo, che spara a Vincenzo (che si era recato lì prima di lui) e ingaggia uno scontro con Venturi. Ma, durante lo scontro, Venturi si impossessa della pistola ma la perde, in seguito al dolore alla mano dovuto allo scoppio della bomba. Vasari prende l'arma e si appresta ad uccidere Venturi ma Vincenzo, benché ferito, riesce a salvare in tempo il suo amico, ferendo Vasari con un colpo di pistola al petto.
- Altri interpreti: Paolo Pierobon (Antonio Imperiali), Chiara Andreis (Vittoria Panebianco), Alessandro Federico (Domenico Licata), Massimo Nicolini (Daniele Mastrangelo).
- Ascolti Italia: telespettatori 6.508.000[8]

## Le colpe di Venturi
- Diretto da: Pier Belloni
- Scritto da: Barbara Petronio, Leonardo Valenti

### Trama
Mentre Vasari e Vincenzo sono in ospedale perché feriti entrambi, Rinaldi, indaga sulla morte di un promotore finanziario, Ettore Tamburini, uscito fuori strada con la sua auto: non è stato un incidente e Venturi e Spada gli danno una mano e scopriranno che i responsabili sono due vittime dello strozzinaggio dell’uomo per due motivi, per la morte del marito per quanto riguarda la donna Laura De Giovanni e per il rischio di perdere la sua fabbrica per il proprietario Francesco Bernardi. 
Nel mentre Giorgia e Davide devono scoprire perché Vasari ha fatto dei disegni di un cancello blindato in cui avrebbe luogo il nascondiglio di Francesca. Vincenzo si risveglia e redarguisce Riccardo, così come ha fatto Giorgia, per il fatto della sua mano tremolante per cui viene sospeso dal generale Tosi. Riccardo se la prende con la collega per aver fatto la spia.
- Altri interpreti: Simone Colombari (Francesco Bernardi), Maria Pia Di Meo (vedova di Tamburini), Laura Nardi (Laura De Giovanni), Valerio Morigi (rivenditore porte).
- Ascolti Italia: telespettatori 6.613.000[9]

## Corsa contro il tempo
- Diretto da: Pier Belloni
- Scritto da: Barbara Petronio, Leonardo Valenti

### Trama
Ultima sfida. Al R.I.S. arriva Fabio Martinelli a sostituire Venturi che però può tornare operativo. Vasari si risveglia e fa capire a Venturi di ripartire da dieci anni prima ovvero quando fu accusata la sorella Annamaria Orazi dell’omicidio della compagna Elena Turani. Si deve ritrovare Francesca prima che il botulino che le ha iniettato Vasari la uccida. Venturi sarà costretto a rilasciare l'uomo delle bombe che è l'unica persona con la quale Vasari vuole parlare e confessarsi. Con l’aiuto di Sepi, Vasari si uccide tagliandosi la gola dopo avergli sussurrato il luogo dove è nascosta Francesca. L’uomo delle bombe ha quindi il coltello dalla parte del manico e si porta dietro Venturi sul posto prima di scappare. Venturi si cala nel buco riuscendo a salvare in tempo Francesca. Mentre la ragazza viene portata via in ambulanza, Davide insegue e raggiunge Sepi uccidendolo quando questo estrae la pistola che aveva sottratto a Venturi. 
Fabio fa ritorno a Messina dove lo raggiungerà anche Davide insieme alla nuova fidanzata che è incinta, mentre Venturi non sa ancora se potrà tornare operativo.
- Altri interpreti: Filippo Nigro (Fabio Martinelli), Vissia Iervolino (Elena Turani). Patrizia Punzo (Carla De Biase).
- Ascolti Italia: telespettatori 6.558.000[9]